# غاري سميث (لاعب كرة قدم)
غاري سميث (بالإنجليزية: Gary Smith)‏ (و. 1968  م) هو لاعب ومدرب كرة قدم، من المملكة المتحدة، ولد في هارلو، يلعب كلاعب وسط.